# Üstmamò
Gli Üstmamò sono un gruppo musicale italiano, originario della zona dell'Appennino reggiano tra Villa Minozzo e Castelnovo ne' Monti, in attività dal 1991 al 2003, e riformatasi nel 2014. Nel dialetto locale, "üstmamò" significa "proprio adesso".

## Storia del gruppo

### Primi anni
Fondati da Luca Rossi ed Ezio Bonicelli, gli Üstmamò esordiscono nel 1991 con un album omonimo, cantato in italiano, inglese, francese e reggiano ed inframmezzato da ritornelli tradizionali dei maggerini (musicanti folkloristici della tradizione locale) dell'Appennino. Nel 1992, si esibiscono a Prato assieme ai CSI e ai Disciplinatha in un concerto che verrà registrato per dar vita all'album Maciste contro tutti.

### Decennio 1993-2003
Nel 1993, pur proseguendo nella singolare unione tra varie lingue e dialetti e sonorità bizzarre, il secondo album, Üstmamò (2), posiziona il gruppo in un ambito più rock, in linea con quanto accade all'estero. Del singolo Tannomai  viene anche realizzato un video.
Nel 1995 partecipano a Materiale resistente, con una rivisitazione del canto partigiano Siamo i ribelli della montagna. Nel 1996 il terzo album, Üst, prodotto da Roberto Vernetti, segna marcatamente il passaggio dalle atmosfere post punk a quelle trip hop, registra i migliori risultati di vendite e fa conoscere il gruppo al grande pubblico.
Il successivo Stard'Ust del 1998, trainato dai singoli Kemiospiritual e Cosa conta, conferma il precedente per gradimento a critica e pubblico e approfondisce i legami con l'elettronica grazie a richiami alla house nel brano Soap Opera ed alla drum'n'bass nella canzone Stardust. Nel 2001, l'uscita del controverso Tutto bene vede il parziale ritorno del gruppo alle sonorità che ne avevano caratterizzato le origini, pur non disdegnando inserti di musica elettronica.

### Scioglimento
Nel 2003, in concomitanza con la pubblicazione della raccolta ÜstBestMamò, il gruppo annuncia lo scioglimento ufficiale. In un'intervista rilasciata in seguito, la Redeghieri ha detto che lo scioglimento è dovuto alla mancanza di ispirazioni per i testi, alla difficoltà di rispettare tempi e modalità previsti dal contratto e ad alcune discrepanze nate all'interno del gruppo.

### Sviluppi artistici dopo lo scioglimento
Nel 2003 esce anche il CD dei Fennec dal titolo Virtual Honeymoon. I Fennec altro non sono che un progetto iniziato nel 2000 da due Üstmamò, Luca Alfonso Rossi e Simone Filippi, insieme ad Ageo (nel 1998 Luca Alfonso Rossi aveva già prodotto il primo disco solista di Ageo). Il CD si discosta molto da tutto quanto proposto precedentemente dagli Üstmamò e propone un insieme di lounge, soul, acid jazz, dub e psichedelia.
Nel 2005 Ezio Bonicelli insegna violino in conservatorio e accompagna Giovanni Lindo Ferretti nello spettacolo teatrale Pascolare parole, allevare pensieri. Nel 2009 Bonicelli e Luca A. Rossi partecipano al tour di Ferretti. Dal 2015 insegna musica nella scuola media, nel 2020, pubblica un album come cantautore "Filo sincero", una riflessione articolata il 14 tracce. Nel 2024 pubblica 2 nuovi singoli "lungo il torrente" e il pezzo strumentale "Stella". 
La frontwoman del gruppo, Mara Redeghieri, da oltre un ventennio insegnante di lingua inglese in una scuola media del paesino dell'Appennino Emiliano dove risiede, ha intrapreso nel 2009 il progetto Dio Valzer, con l'intento di cercare e divulgare storie di partigiani e libertari antifascisti di montagna come Enrico Zambonini. Tale progetto ha visto la realizzazione di un album finanziato con il crowdfunding e l'esecuzione dal vivo di una serie di ballate anarchiche in un tour per l'Italia accompagnata dai musicisti Nicola Bonacini e Lorenzo Valdesalici. Mara Redeghieri ha pubblicato nel 2017 l'album Recidiva in collaborazione con Stefano Melone alla produzione artistica.

### Reunion
La notte del 24 dicembre 2014 viene annunciata la rifondazione del gruppo e nel 2015 viene pubblicato un nuovo album intitolato Duty Free Rockets, registrato da Luca Rossi e Simone Filippi. Al nuovo album, che propone sonorità sostanzialmente diverse da quelle degli album precedenti, non ha partecipato la Redeghieri, che ha declinato l'invito rivoltole da Luca Rossi.
Nel 2018, anche grazie alla specifica campagna di crowdfunding su MusicRaiser, esce Il giardino che non vedi, che vede un ritorno all'italiano, registrato da Luca Rossi, Ezio Bonicelli e Simone Filippi, con altri amici e la collaborazione per i testi di Marco Menardi, Sandro Campani e Silvia Barbantini.

## Formazione
Attuale
- Luca Alfonso Rossi - chitarra, voce (2014-presente), basso, banjo, batteria elettronica, programmazione (1991-2003, 2014-presente)
- Ezio Bonicelli – chitarra, violino, melodica e sintetizzatori (1991-2003, 2014-presente)
- Simone Filippi – chitarra, batteria, cori (1991-2003, 2014-presente)

Turnisti
- Cristiano Bottai - batteria
- Alessandro Lugli - batteria
- Marco Barberis – batteria
- Marco Rossi - basso

Ex-componenti
- Mara Redeghieri – voce (1991-2003)

## Discografia

### Album in studio
- 1991 – Üstmamò
- 1993 – Üstmamò (II)
- 1996 – Üst
- 1998 – Stard'Üst
- 2001 – Tutto bene
- 2015 – Duty Free Rockets
- 2018 – Il giardino che non vedi

### Album dal vivo
- 1993 – Maciste contro tutti (con i C.S.I. e i Disciplinatha)
- 1994 – Leoncavallo Live
- 1996 – Baby Dull (Live & plastics)

### Raccolte
- 2003 – ÜstBestMamò
- 2012 – Essential

### Progetti correlati

#### Fennec
- 2003 - Virtual Honeymoon (Virgin)

#### Dio Valzer
- 2010 - Canzoni Popolari Anarcosindacali (Circolo Culturale Enrico Zambonini)
- 2015 - Attanadara (autoprodotto)

#### Mara Redeghieri
- 2017 - Recidiva (Lullabit)